# 高管教育
高管教育（英語縮寫：ExEd或Exec. Ed）是指商学院面向高管、商业领袖和職業經理人推出的学术课程。这些课程通常是短期的非学分和非学位課程，但有时這些課程上完後學生会获得結業證書。彭博商业周刊估计，约80%的美国高管教育課程由大学內的商学院提供。

## 历史
高管教育的起源可以追溯到弗雷德里克·温斯洛·泰勒和他1911年發表的论文科学管理原理。